# Alphonse Pénaud

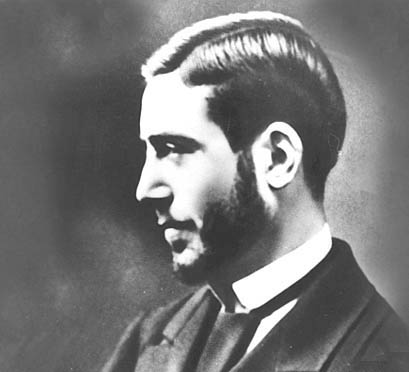
Alphonse Pénaud

(Octave Chanute, 1892)
Charles-Alphonse Pénaud (Parigi, 31 maggio 1850 – Parigi, 22 ottobre 1880) è stato un ingegnere, inventore e pioniere dell'aviazione francese. Spesso chiamato "il padre dei modelli volanti", fu il primo a impiegare una banda elastica in gomma attorcigliata per la propulsione di un modellino di aeroplano, e le sue ricerche e sperimentazioni nel campo dell'aeromodellismo (trasferite dopo la sua morte agli aerei a scala naturale) ebbero una considerevole influenza sullo sviluppo, all'inizio del XX secolo, delle prime macchine volanti pilotate più pesanti dell'aria.

## Primi anni
Alphonse Pénaud nacque a Parigi il 31 maggio 1850, figlio del viceammiraglio della marina militare francese Charles-Eugène Pénaud. Dal momento che la sua famiglia aveva una lunga tradizione navale venne avviato fin da piccolo alla carriera di ufficiale di marina; studiò all'École navale, la scuola superiore per la formazione degli ufficiali francesi, ma una grave malattia all'anca gli impedì di intraprendere la carriera militare dopo aver terminato gli studi di ingegneria navale. Costretto a muoversi usando le stampelle, scelse di assecondare la sua passione per la matematica e di dedicarsi agli studi scientifici.
Incoraggiato dallo studioso e appassionato di macchine volanti Guillaume de la Landelle, Pénaud rivolse ben presto la sua attenzione verso l'aviazione; allora, lavorando in modo metodico e analizzando scientificamente i problemi legati alla fisica del volo, cominciò a studiare e a realizzare i suoi primi aeromodelli.

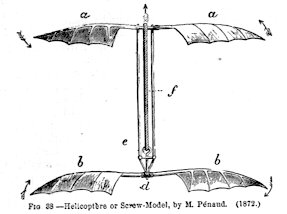
Una tavola tratta dall'edizione del 1897 dell'Enciclopedia Britannica mostra un modellino di elicottero di Pénaud del 1872, solo leggermente diverso da quello del 1870.

## Modelli volanti

### L'Helicoptèree altri modelli ad ala rotante
Pénaud completò la sua prima realizzazione pratica nel 1870, all'età di 20 anni. Si trattava di un piccolo congegno, noto semplicemente con il nome francese di Helicoptère, composto da due eliche sovrappose collegate a una struttura di metallo leggero e messe in moto dallo svolgersi di una banda elastica in gomma attorcigliata. Le due eliche, a tutti gli effetti configurate come i rotori di un moderno elicottero in miniatura, ruotavano in direzioni opposte per compensare l'effetto coppia. Le forze giroscopiche generate dalla loro rotazione erano in grado di mantenere stabile l'aerodina in aria.
L'Helicoptère del 1870 era alto 28 centimetri, e le sue eliche avevano un diametro di 30. Pesava solo 6 grammi, ed era stato realizzato sui disegni di Pénaud dall'orologiaio svizzero Louis Breguet con un lavoro di elevata precisione. Le pale delle due eliche erano di carta, ma erano ricoperte da una sottile foglia d'oro; la struttura principale, lungo la quale era teso l'elastico, era invece in alluminio.
Pénaud fu il primo a impiegare una banda elastica attorcigliata come mezzo di propulsione di un velivolo in miniatura. La sua invenzione, oggi applicata solo ai giocattoli per bambini, fu una pietra miliare nel lungo processo di sviluppo destinato a portare all'aviazione moderna: essa infatti rese disponibile un sistema efficiente ed economico per la propulsione dei modelli volanti in scala, con i quali da allora fu possibile eseguire vari tipi di piccoli esperimenti di volo.
L'Helicoptère, provato nel corso del 1870 e poi costruito in diverse versioni più o meno pesantemente modificate nel corso degli anni successivi, era in grado si alzarsi a diversi metri dal suolo e di rimanerci per qualche istante, per poi tornare a terra. A seconda della versione, al variare delle proporzioni e del peso, l'elicottero poteva «schizzare verso il cielo come una freccia a un'altezza di 50 piedi [15 metri], e ricadere» oppure «alzarsi obliquamente descrivendo ampi cerchi» oppure ancora «dopo essersi alzato a 20 o 25 piedi [6 o 8 metri], rimanere sospeso nello stesso punto per 15, 20, qualche volta anche 26 secondi, compiendo cioè voli molto più lunghi di quanto fosse mai stato fatto prima con un'aerodina ad ala rotante».

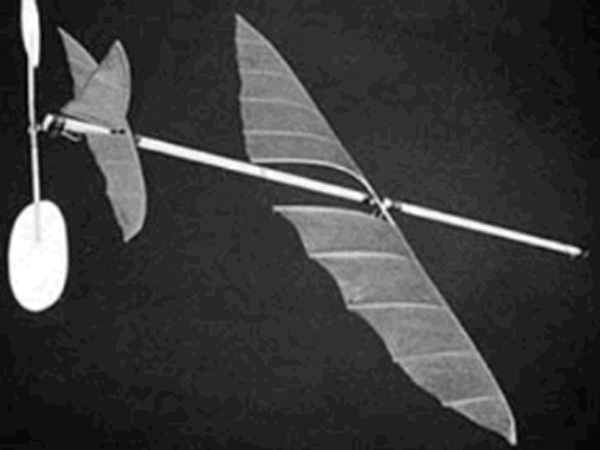
Il Planophore di Alphonse Pénaud del 1871. Notare gli impennaggi cruciformi in coda e l'elica spingente.

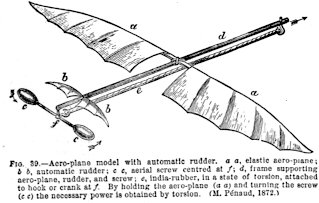
Il Planophore in una tavola dell'Enciclopedia Britannica del 1897. La figura non mostra la deriva verticale.

### IlPlanophore
L'anno successivo, nel 1871, Pénaud completò la costruzione di un modello di velivolo ad ala fissa, un piccolo monoplano con propulsione a elastico dall'aspetto molto moderno, noto come Planophore.
Si trattava di un modellino lungo 50 centimetri con un'apertura alare di 45, pesante appena 15 grammi. Era dotato di un impennaggio cruciforme in coda, primo del suo genere nella storia dell'aviazione, composto da una deriva verticale e da uno stabilizzatore orizzontale. Esso, dotato di un lieve calettamento negativo (cioè collocato un modo da incontrare il flusso d'aria con un angolo d'incidenza minore di zero) rendeva l'aereo molto stabile sull'asse di beccheggio, mentre la deriva contribuiva alla stabilità in imbardata. Le ali erano dotate di un angolo di diedro positivo, cioè le loro estremità erano più alte delle loro radici, e questo conferiva al velivolo buone doti di stabilità anche sull'asse di rollio. Il Planophore di Pénaud fu sostanzialmente il primo esempio di un velivolo con caratteristiche di stabilità intrinseca: in altre parole, grazie al suo innovativo sistema di impennaggi e di ali con diedro il Planophore era in grado di volare in linea retta senza sbandamenti per un tempo prolungato. Pénaud produsse anche un'utile e precisa trattazione matematica della questione della stabilità, nella quale rendeva conto delle caratteristiche del suo velivolo dal punto di vista fisico.
Sempre propulso da un elastico ritorto, il Planophore era dotato di un'elica bipala di 20 centimetri di diametro collocata in posizione spingente (anche se rielaborazioni successive del modello inclusero sperimentazioni con eliche traenti). Altre versioni prevedevano che una delle due ali venisse appesantita da una piccola zavorra per compensare l'effetto coppia generato dalla rotazione dell'elica oppure che, per risolvere lo stesso problema, il bordo d'uscita dell'ala venisse leggermente deformato.
Il modello di monoplano di Pénaud volò con grande successo il 18 agosto 1871 presso il giardino delle Tuileries, di fronte a un gruppo consistente di testimoni: rimase in volo per 11 secondi, compiendo due ampie virate circolari e ritornando al punto di partenza, con 240 giri della banda elastica. Le fonti discordano sulla lunghezza di questo volo: alcune sostengono che, tenendo conto della traiettoria curva, coprì circa 40 metri; altre propendono per una cifra più vicina a 55 metri.
La Société aéronautique de France (poi Société française de navigation aérienne), l'associazione di appassionati di aviazione di fronte ai cui membri era stato provato il Planophore, fu molto impressionata dal modellino di Pénaud, e lui fu incoraggiato a proseguire i suoi studi.

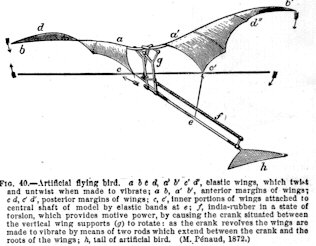
L'ornitottero di Pénaud del 1872, ancora una volta una tavola dell'Enciclopedia Britannica.

### Ornitotteri
Nel 1872, avendo avuto successo nei suoi esperimenti con modellini ad ala rotante e ad ala fissa, Pénaud testò anche un modello di velivolo ad ala battente, altrimenti noto come ornitottero. Va ricordato che negli anni settanta del XIX secolo non era ancora considerato ovvio che la combinazione ala fissa-elica fosse il sistema di propulsione più efficiente per una macchina volante.
L'ornitottero di Pénaud era propulso, come tutti gli altri suoi modelli, da un motore a elastico. Le ali erano articolate alla radice e si muovevano in alto e in basso, sbattendo come quelle di un uccello, e fornivano così la forza portante. La propulsione necessaria all'avanzamento invece era generata dalla flessione delle estremità delle ali in risposta alla variazione della pressione dell'aria.
Questo modello, a volte chiamato "uccello meccanico" per le sue caratteristiche ali battenti, non era in grado di sollevarsi autonomamente da terra; tuttavia, se lanciato a mano, dopo essere sceso di una sessantina di centimetri per acquisire la necessaria velocità iniziava a prendere quota, sollevandosi fino a circa 3 metri dal suolo e volando così per circa 15 metri in 7 secondi. Una coda, anche in questo caso, garantiva la stabilità del volo.

## Lavoro teorico e progetti incompiuti
Pénaud lavorò sempre con la piena consapevolezza di quanto avevano fatto i suoi predecessori, e spesso costruì i suoi calcoli sulla base degli studi di altri importanti precursori del volo tra i quali, in particolare, l'inglese George Cayley. Tra il 1872 e il 1875 Pénaud pubblicò diversi studi originali contenenti l'analisi di problemi come quello della resistenza aerodinamica, della planata e del flusso d'aria sulle superfici. Si dedicò principalmente allo studio di tre dei problemi che, nel XIX secolo, andavano risolti per poter realizzare il volo umano: la questione della resistenza dell'aria, della robustezza strutturale del velivolo e della sua propulsione. Fu un convinto sostenitore dell'importanza di sviluppare un motore a combustione interna sufficientemente potente e leggero, laddove la maggior parte dei suoi contemporanei prediligevano motori a vapore o elettrici.

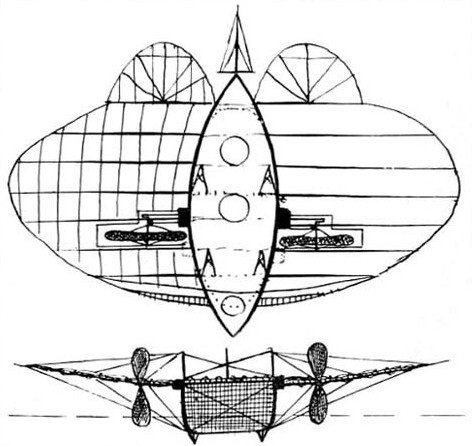
Uno dei primi schizzi di Pénaud per un grande aeroplano anfibio. Il disegno risale al 1873.

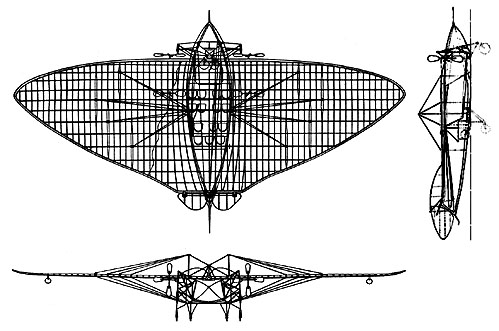
Tavola prospettica del progetto brevettato da Pénaud e Gauchot nel 1876. Notare la grande ala arrotondata, le eliche traenti, gli equilibratori in coda e il carrello retrattile.

Il 30 ottobre 1872 ricevette la medaglia d'oro della Société aéronautique de France per i suoi meriti nel campo della ricerca aeronautica. Nel 1874 ricevette, insieme ad altre due équipe di ricerca, il Grand prix des Sciences mathématiques dell'Académie des Sciences, l'Accademia francese delle scienze, per lo sviluppo di una teoria matematica del volo degli uccelli.
Il 26 aprile 1873 Pénaud intraprese insieme ad altri studiosi un'ascensione in pallone nel corso della quale portò a termine interessanti osservazioni meteorologiche e fisiologiche. Sembra che sia rimasto in qualche modo ferito nel corso di questo volo.
Nel periodo che seguì continuò a eseguire studi ed esperimenti importanti: progettò un dispositivo per calcolare la rotta degli aerostati, un barometro di precisione, una valvola per regolare la pressione del gas all'interno dei palloni, un aquilone autostabilizzante senza coda, un motore a scoppio; pianificò una serie di esperimenti sulla resistenza aerodinamica e sulla fotografia istantanea di soggetti in volo, e studiò le correnti ascensionali dimostrando che esse erano sufficienti per spiegare il volo planato senza battito d'ali di alcune specie di uccelli.
Comunque Pénaud non aveva intenzione di limitarsi agli studi teorici e, incoraggiato dal successo dei suoi modellini, cominciò a dedicarsi alla progettazione di un vero aeroplano motorizzato e pilotato. In collaborazione con il matematico e abile meccanico Paul Gauchot, nel 1876 Pénaud brevettò (licenza numero 111 574) una macchina volante il cui progetto presentava caratteristiche estremamente avanzate e moderne.
Si trattava di un grande aeroplano, che avrebbe dovuto essere capace di trasportare due uomini; era configurato come un monoplano tuttala ed era pensato per poter decollare e atterrare indifferentemente sulla terraferma o in acqua (grazie rispettivamente a un carrello d'atterraggio retrattile con ammortizzatori ad aria compressa e a dei galleggianti alle estremità alari) il che ne faceva un velivolo anfibio. Il progetto prevedeva una struttura in legno o in metallo, e il suo rivestimento avrebbe dovuto essere lavorante, cioè avrebbe dovuto contribuire alla robustezza strutturale assorbendo parte delle sollecitazioni. La grande ala ellittica, inizialmente pensata per essere dotata di tiranti e montanti di controventatura, avrebbe potuto in seguito essere irrobustita e divenire un'ala a sbalzo.
L'anfibio di Pénaud e Gauchot era dotato di due eliche quadripala controrotanti a passo variabile collocate in posizione traente, e di un complesso di strumenti di navigazione e di controllo del volo estremamente completo per l'epoca in cui venne concepito (comprendeva un anemometro, un indicatore di velocità, un indicatore di assetto e uno strumento per misurare la pressione dell'aria sulle ali). Le eliche avrebbero dovuto essere mosse da un motore a vapore, anche se Pénaud era ben consapevole del fatto che, al momento, non erano praticamente disponibili propulsori abbastanza potenti e leggeri per servire efficacemente allo scopo di far volare il suo aeroplano; sperava tuttavia di riuscire a farne costruire uno con le caratteristiche necessarie (che fosse cioè capace di sviluppare un cavallo vapore per ogni 7 o al massimo 10 chilogrammi del suo peso).
I due membri dell'equipaggio erano alloggiati in un abitacolo protetto da un parabrezza in vetro. Il sistema di controllo faceva capo a una singola leva (il primo joystick o cloche mai concepito), il cui movimento avanti o indietro regolava il beccheggio muovendo per mezzo di attuatori elettrici i due equilibratori collocati in coda, e la cui rotazione regolava l'imbardata per mezzo di un timone verticale. L'aereo non era dotato di un controllo per il rollio, ma l'ala aveva un angolo di diedro che avrebbe dovuto essere sufficiente a garantire al velivolo la stabilità sull'asse longitudinale senza bisogno di interventi da parte del pilota.
Secondo i calcoli dei progettisti, il peso totale dell'aeroplano avrebbe dovuto essere di 1 200 chilogrammi, e il motore avrebbe dovuto avere una potenza di 20 o 30 cavalli per consentire alla macchina di volare a circa 100 chilometri orari con un angolo di incidenza di 2 gradi. La superficie alare avrebbe dovuto essere di 59 metri quadrati.
Comunque, il velivolo anfibio di Pénaud e Gauchot non venne realizzato. La Société française de navigation aérienne non manifestò alcun interesse verso il progetto, e Pénaud non fu in grado di raccogliere per conto proprio i fondi necessari per la sua realizzazione. Nel 1880 tentò anche di convincere a finanziarlo l'affermato costruttore di dirigibili Henri Giffard, che però lo trattò con molta freddezza.

## Morte ed eredità
Tagliati completamente i rapporti con la Société de navigation aerienne, afflitto di continuo dai suoi problemi di salute e depresso a causa dell'impossibilità di costruire il suo promettente velivolo, Pénaud decise di togliersi la vita; si suicidò con un colpo di pistola il 22 ottobre 1880, all'età di 30 anni.
Poco prima di morire aveva costruito una piccola cassetta di legno a forma di bara, che aveva riempito con i disegni suoi e di Gauchot e inviato a Giffard. Questi si sarebbe a sua volta suicidato due anni più tardi.
L'influenza che Alphonse Pénaud esercitò sui suoi successori, comunque, fu grande. Nonostante fosse morto nella convinzione che i suoi studi non fossero stati compresi né apprezzati da nessuno, l'importanza del suo lavoro fu riconosciuta da molti importanti pionieri dell'aviazione dopo la sua morte, tra cui in particolare Samuel Pierpont Langley e Octave Chanute. Gli stessi fratelli Wilbur e Orville Wright (che nel 1903 avrebbero compiuto quello che spesso è considerato il primo volo controllato e prolungato di un aeroplano motorizzato e pilotato) si interessarono per la prima volta al tema dell'aviazione quando, ancora bambini, il loro padre donò loro un piccolo elicottero a elastico basato sulle analoghe realizzazioni di Pénaud.
Nel suo testamento, datato 12 giugno 1880, Pénaud aveva dato disposizioni affinché:
- 6 000 franchi venissero devoluti all'Académie des Sciences e venissero usati per istituire un premio bi- o triennale in riconoscimento dei principali contributi al problema della locomozione aerea, sia nel campo degli aerostati che in quello degli aeroplani;
- 5 000 franchi venissero devoluti alla ricerca sui veleni e sugli antidoti;
- 3 000 franchi andassero alla ricerca sui trapianti con organi animali.

Tuttavia, in seguito a un intervento della famiglia di Pénaud nel 1881, l'Académie decise di non tenere che 3 000 dei 14 000 franchi a cui avrebbe avuto diritto, e di usarli per istituire un premio unico relativo all'aviazione. Esso venne assegnato nel 1883 a Gaston Tissandier (per i suoi studi sui dirigibili), a Duroy de Bruignac (per il suo "aeroplano misto") e a Victor Tatin (per un'elica aeronautica e per un progetto di velivolo ad ali battenti); essi ricevettero 1 000 franchi ciascuno.

## Pubblicazioni
- 1872 –  Aéroplane automoteur, in L’Aéronaute, Gallica, n. 1 anno V, gennaio 1872. URL consultato il 24 ottobre 2011. (FR)
- 1872 –  Lois du glissement dans l'air, in L’Aéronaute, Gallica, n. 11 anno V, novembre 1872. URL consultato il 24 ottobre 2011. (FR)
- 1875 –  Locomotion aérienne. Appareils de vol mécanique, in La Nature, Le Conservatoire numérique de la bibliothèque du CNAM, n. 99, 24 aprile 1875, p. 327. URL consultato il 24 ottobre 2011. (FR)
- 1875 –  Aviation, appareils de vol mécanique (PDF), in Journal de Physique Théorique et Appliquée, Centre pour la communication scientifique directe (CCSd), v. 4, n. 1, ottobre 1875, pp. 289-296. URL consultato il 24 ottobre 2011. (FR)
- 1876 –  Sur la force des êtres volants, in La Nature, Le Conservatoire numérique de la bibliothèque du CNAM, n. 160, 24 giugno 1876, p. 58. URL consultato il 24 ottobre 2011. (FR)
- 1877 –  A. Pénaud e P. Gauchot, Un brevet d'aéroplane, in L'Aéronaute, Gallica, anno X n. 10, ottobre 1877, pp. 274 - 289. URL consultato il 24 ottobre 2011. (FR)
- 1878 – «Navigation aérienne». Discorso pronunciato nel corso di un'assemblea generale della Société de Navigation Aérienne, 14 marzo 1878.
- 1878 –  Recherches sur la résistance des fluides, in Bulletin de la Société philomathique de Paris, Internet Archive, 9 novembre 1878, p. 36. URL consultato il 24 ottobre 2011. (FR)

## Bibliografia

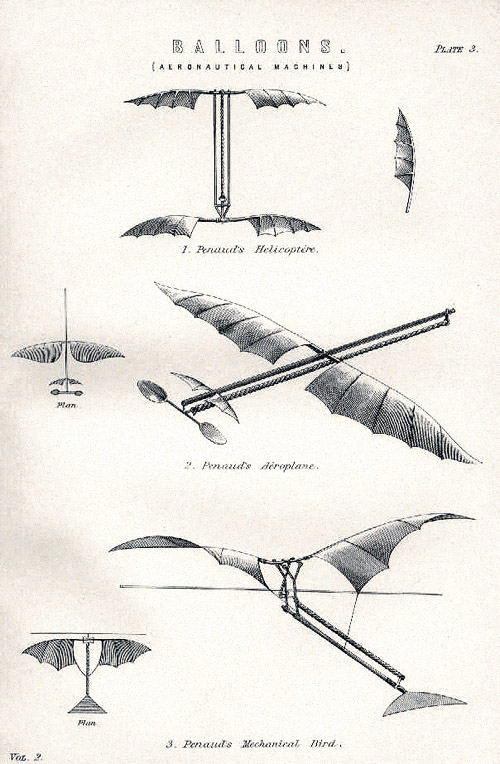
I tre principali modelli volanti di Pénaud dei primi anni 1870.